# Hill Harper
Frank Eugene "Hill" Harper, född 17 maj 1966 i Iowa City i Iowa, är en amerikansk skådespelare och författare. Han är känd för att spela rollen som Dr. Sheldon Hawkes i polisserien CSI: New York, Spelman Boyle i dramakomediserien Limitless och Dr. Marcus Andrews i sjukhusdramat The Good Doctor.

## Filmografi (i urval)

### Film
- 1996 – Get on the Bus
- 1997 – Steel
- 1998 – Irländska hjärtan
- 1988 – He Got Game
- 1998 – Älskade
- 2000 – The Skulls
- 2002 – Behind the Badge
- 2006 – The Breed
- 2010 – Stonehenge Apocalypse
- 2010 – For Colored Girls
- 2015 – The Boy Next Door
- 2015 – Concussion
- 2017 – All Eyez on Me

### TV
- 1993 – Life Goes On (TV-serie)
- 1994 – Renegade (TV-serie)
- 1994 – Walker, Texas Ranger (TV-serie)
- 1994 – Fresh Prince i Bel Air (TV-serie)
- 1996 – På spaning i New York (TV-serie)
- 1997 – Cityakuten (TV-serie)
- 2002 – The Twilight Zone (TV-serie)
- 2004 – Sopranos (TV-serie)
- 2004 – CSI: Miami (TV-serie)
- 2004–2013 – CSI: New York (TV-serie)
- 2005 – The 4400 (TV-serie)
- 2009 – The Game (TV-serie)
- 2011 – The Real Housewives of Atlanta (TV-serie)
- 2013–2014 – Covert Affairs (TV-serie)
- 2015 – Madam Secretary (TV-serie)
- 2015–2016 – Limitless (TV-serie)
- 2016 – Braxton Family Values (TV-serie)
- 2017 – Homeland (TV-serie)
- 2017–nutid – The Good Doctor (TV-serie)